# Lista publicațiilor științifice ale lui Albert Einstein
Lista publicațiilor științifice ale lui Albert Einstein cuprinde date referitoare la lucrările științifice, publicate în timpul vieții de către Albert Einstein.
Albert Einstein (n. 14 martie 1879, Ulm - d. 18 aprilie 1955, Princeton) a fost un fizician german, de origine evreiască, emigrat în 1933 în SUA, naturalizat elvețiano-american în 1940, profesor universitar la Zürich, Praga, Berlin și Princeton. A fost cunoscut, mai ales pentru formularea teoriei relativității. În 1921 i s-a decernat Premiul Nobel pentru Fizică. De asemenea, a avut contribuții notabile la dezvoltarea fizicii statistice, mecanicii cuantice și indirect a teoriei cuantice a câmpului. Operele sale  științifice originale au fost publicate în principal în limbile germană, engleză și franceză în diverse periodice științifice și în volume individuale sau colective.Majoritatea lucrărilor, semnate de Albert Einstein au apărut în perioada 1901-1948, care cuprinde mai multe etape ale activității științifice, denumite în general după țara în care a trăit în perioada respectivă.
Lista publicațiilor științifice ale lui Albert Einstein, prezentată mai jos este structurată în patru tabele, ce cuprind: 
- I.  Articole originale din reviste de specialitate
- II. Capitole scrise în volume cu autori în colectiv
- III.Volume scrise integral de Einstein
- IV. Traduceri autorizate de către Einstein

În prima coloană a tabelelor, fiecare lucrare este marcată cu un indice luat, din bibliografia Schilpp (Albert Einstein: Philosopher-Scientist, pag. 694–730), urmat de indicele corespunzător din Einstein's  Collected Papers (Colecția lucrărilor lui Einstein).Referințele complete la aceste două bibliografii se pot găsi în secțiunile Referințe și Bibliografie de la sfârșitul articolului.Indicii Schilpp sunt utilizați ca referințe de căutare în ultima coloană: „Clasificări și note”.Coloana a doua indică anul publicării (care uneori nu coincide cu anul redactării manuscrisului), urmat de coloana a treia, ce cuprinde titlul original (în limba în care a fost publicată) și traducerea în limba română.Titlurile românești, în general pentru lucrările importante sunt identice cu cele folosite în literatura de specialitate din România.Pentru unele lucrări, de regulă recenzii, prelegeri festive sau comentarii de importanță redusă, pentru care nu există traduceri oficiale, s-au folosit traduceri neoficiale, realizate de contribuitorii versiunii românești al prezentului articol; aceste titluri sunt marcate cu simbolul § suprascris.Coloana a patra cuprinde titlul revistelor sau periodicelor în care au apărut lucrările, cu specificarea volumului, numărului și paginilor la care se găsește textul original.De asemenea, tot această coloană cuprinde după caz, legăturile externe către versiunea originală a lucrării.În prezentarea de bază, lucrările sunt evidențiate în ordinea cronologică a publicării lor, existând posibilitate rearanjării lor în ordine alfabetică prin simplu click pe săgeata din antetul tabelului corespunzător coloanei în care se face rearanjarea.Dacă se dorește aranjarea lucrărilor după criteriul apartenenței lor la un domeniu anume al fizicii, este suficient să se acționeze cu simplu click pe săgeata din capul coloanei „Clasificări și note”; efectul va fi gruparea lucrărilor pe subiecte; în tabel vor apărea toate articolele care au ca temă „Termodinamica”, de exemplu, prezentate în ordine cronologică în cadrul temei.Pentru tipărirea versiunii rearanjate a tabelului, se poate utiliza direct web-browser Print option; opțiunea „Versiune de tipărit” de la „trusa de unelte” din stânga paginii, se poate folosi numai pentru tipărirea versiunii de bază.În cadrul tabelului, acolo unde se impunea, s-au inserat note de subsol cu rolul de a explica, fie conținutul unor câmpuri din tabel, fie terminologia științifică din text sau anumite ambiguități.Rândurile din cadrul tabelului, ce conțin informații despre lucrări srise în colaborare cu alți autori sunt colorate în galben deschis.
Multitudinea scrierilor lui Einstein care nu au un caracter strict științific nu au fost cuprinse în prezenta listă.

## Cronologia activității științifice și temele majore

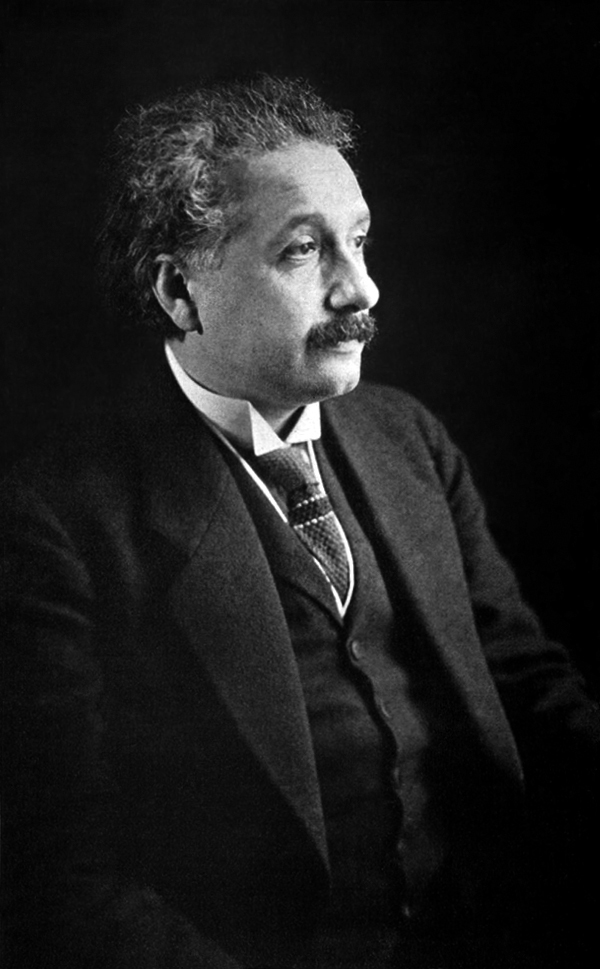
Einstein a fost nu numai un mare savant, dar a fost și un mare om. El a fost un simbol pentru pace într-o lume orientată spre război. A rămas lucid într-o lume bolnavă și a rămas liberal într-o lume plină de fanatici.
Bertrand Russel (1872-1970)
matematician, filozof și sociolog britanic

Următoarea  cronologie a activității științifice a lui Albert Einstein prezintă principalele etape și temele cele mai importante abordate în domeniul fizicii teoretice în contextul listelor de lucrări prezentate. Etapele activității sunt denumite așa cum apar în majoritatea biografiilor, respectiv în suplimentul bibliografic al lui Paul Arthur Schilpp din Albert Einstein: Philosopher-Scientist, Volume II (Albert Einstein:Savant-filozof). New York: Harper and Brothers Publishers (Harper Torchbook edition), lucrare ce conține calsificarea bibliografică a integralei operei științifice al lui Albert Einstein.

### Prima perioadă elvețiană
- Între 1901-1905, imediat după absolvirea studiilor universitare, se dedică cercetărilor teoretice din domeniul fizicii moleculare, din 1901 începe publicarea  seriei de articole în prestigioasa revistă Annalen der Physik (Anuarul de fizică). Majoritatea acestor lucrări au fost încercări de teoretizare a unor fenomene cum sunt: capilaritatea, conductivitatea electrică în electroliți și interpretări ale conceptelor și principiilor termodinamicii.

#### "Annus mirabilis"(Anul miraculos)
Anul 1905 se remarcă prin prolifica activitate de cercetare și publicare în domeniul fizicii teoretice, publicând peste 50 de articole și recenzii, dintre care se remarcă cinci articole, care aveau să contribuie decisiv la fundamentarea fizicii moderne. În acest an, el obține titlul de doctor în fizică cu o disertație privind determinarea dimensiunii moleculelor. Biografii și apologeții, numesc anul 1905, anul miraculos al lui Einstein. Prin hotărârea Adunării Generale a Organizației Națiunilor Unite, din 1 iunie 2004, anul 2005 a fost declarat: An Internațional al Fizicii  în amintirea împlinirii a 100 de ani de la publicarea importantelor lucrări ale lui Einstein.
- În 1905, Einstein presupune existența unei particule, denumit de către el Lichtquante (cuantă de lumină), ca o particulă elementară, asociată fenomenelor de emisie-absorbție a radiației electromagnetice (luminii), ca model fizic pentru explicarea legilor efectului fotoelectric, stabilite în articolul Über einen die Erzeugung und Verwandlung des Lichtes betreffenden heuristischen Gesichtspunkt (Un punct de vedere euristic privind producerea și transformarea luminii), moment considerat ca naștere a teoriei cuantice. În 1909 , Einstein a arătat că aceste cuante sunt purtătoare de impuls și energie, respectiv că radiația electromagnetică trebuie să posede atât proprietăți corpusculare cât și ondulatorii, așa cum cerea legea lui Planck; această teorie a fost precursorul principiului dualității corpuscul-undă al lui de Broglie.

- Tot în 1905, Einstein dezvoltă teoria mișcării browniene în articolul Die von der molekularkinetischen Theorie der Wärme geforderte Bewegung von in ruhenden Flüssigkeiten suspendierten Teilchen (Despre mișcarea particulelor mici suspendate în lichide staționare, conform cerințelor teoriei cinetico-moleculare a căldurii). În această lucrare, Einstein arată că mișcarea complet haotică a unor particule extrem de fine, aflate în suspensie colodială, se datorează fluctuației numărului de molecule care ciocnesc particulele, dovedind indirect faptul că materia este alcătuită din atomi. După câteva săptămâni, deduce formula cunoscută sub denumirea de Relația lui Einstein pentru difuzie, relație care a fost prima formă a teoremei generale a fluctuației-disipației și a estimat cu o foarte bună precizie valoarea numărului lui Avogadro.

- În același an, pune bazele teoriei relativității restrânse în articolul Zur Elektrodynamik bewegter Körper (Asupra electrodinamicii corpurilor în mișcare), prin care extinde principiul relativității galileine asupra tuturor legilor fizicii și postulează invarianța vitezei luminii; negând existența referențialelor în repaus absolut,  pune capăt disputei științifice de peste un secol asupra existenței eterului universal. Principiile relativității restrânse, sunt la ora actuală unanim acceptate de lumea științifică și sunt considerate ca fiind dintre cele mai fundamentale legi ale naturii.Einstein a arătat că toate consecințele ce decurg din principiile relativității restrânse se pot deduce din aplicarea grupului transformărilor lui Lorentz. Cele mai notabile consecințe ce decurg din teoria relativității sunt: Dilatarea temporală, Relativitatea simultaneității, Contracția Lorentz.

- Ca o dezvoltare a teoriei relativității restrânse, publică articolul Ist die Trägheit eines Körpers von seinem Energiegehalt abhängig? (Depinde inerția unui corp de conținutul său energetic?). În ecest articol se enunță pentru prima oară, principiul echivalenței masă-energie, exprimată mai târziu prin faimoasa formulă E = mc2, prin care se afirmă conceptul potrivit căreia masa inertă se poate transforma în energie, concepție ce a fost dovedită mai târziu ca fiind în concordanță cu realitatea, prin măsurătorile de precizie efectuate asupra defectului de masă și energiei de legătură pentru nucleul atomic. Energia eliberată la fisiunea nucleului atomic reprezintă în fapt echivalentul energetic al defectului de masă în conformitate cu  formula de echivalență masă-energie.

### Perioada pragheză
Einstein  a fost numit profesor universitar la 11 aprilie 1911 la universitatea germană Carol-Ferdinand din Praga, acceptând cetățenia austro-ungară   În timpul șederii sale la Praga a elaborat și publicat un număr de 11 lucrări știintifice. La iulie 1912 se întoarce la Universitatea din Zürich.

### A doua perioadă elvețiană

Pagină a manuscrisului lui Einstein din 1918, Gravitationswellen (Unde gravitaționale), în care face prima s-a previziune asupra existenței undelor gravitaționale.

## I.Articole originale din reviste de specialitate
În tabelul de mai jos sunt prezentate în ordine cronologică integrala lucrărilor științifice ale lui Einstein publicate sub formă de articole în diverse reviste științifice. Majoritate ideilor care au condus la revoluționarea fizicii au fost publicate pentru prima oară în unele din aceste articole. Tabelul cuprinde și recenziile lui Einstein asupra unor lucrări publicate de diverși oameni de știință.
| Concluzii asupra fenomenului capilarității§ |

| Teoria termodinamică a diferenței de potențial dintre metalele și soluțiile sărurilor lor complet disociate, respectiv despre o metodă electrică de cercetare a forțelor moleculare§ |

| Teoria cinetică a echilibrului termic și principiul al doilea al termodinamicii§ |

| Bazele teoretice ale termodinamicii |

| Teoria moleculară generală a căldurii § |

| Principiile termodinamicii grafice§ |

| Asupra legii entropiei al lui Clausius § |

| Despre teorema ciclurilor ireversibile ale lui Clausius și teorema creșterii entropiei § |

| Legea disipației energiei ca principiu fundamental al termodinamicii § |

| Unele considerații privind teoria creșterii entropiei în cazul difuziei gazelor la care presiunea inițială coincide cu cea finală§ |

| Despre căldura specifică a vaporilor de apă supraîncălziți § |

| Influența modificării căldurii specifice asupra lucrului mecanic de transformare § |

| Un exemplu de stări corespondente în termodinamică§ |

| Un punct de vedere euristic asupra producerii și transformării luminii |

| Despre mișcarea particulelor mici suspendate în lichide staționare, conform cerințelor teoriei cinetico-moleculare a căldurii§ |

| Despre căldura de reacție§ |

| Concluzii rezultate dintr-o ecuație a termodinamicii§ |

| Constanta diametrelor rectiliniare și legea stărilor corespondente § |

| Despre teorema ciclurilor ireversibile al lui Clausius, și creșterea entropiei § |

| Despre câteva dificultăți în cadrul studiului termodinamicii§ |

| Despre o formulă fundamentală a teoriei cinetice§ |

| Despre electrodinamica corpurilor în mișcare |

| Este dependentă inerția corpurilor de energia lor?§ |

| Fundamentele mecanice ale teoriei căldurii§ |

| Căldura de modificare a echilibrului unui sistem capilar§ |

| Despre ciocnire, considerat ca fundament al teoriei cinetico- moleculare a presiunii și atracției universale § |

| Despre constantele din legile lui Mariotte și Gay-Lussac § |

| Jetul de apă fierbinte prin orificiile unui rezervor§ |

| Retrospectiva teoriei căldurii. Cu numeroase exemple și aplicații§ |

| Despre căldura de reacție ale proceselor chimice§ |

| O metodă nouă pentru determinarea dimensiunilor moleculare§ |

| Despre teoria mișcării browniene |

| Teoria producerii și absorbției luminii |

| Principiul conservării mișcării centrului de greutate și al inerției energiei§ |

| O metodă pentru determinarea raportului dintre masa transversală și longitudinală a electronului § |

| Lecturi despre teoria radiației termice§ |

| Teoria radiației lui Planck și teoria căldurii specifice§ |

| Despre limita valabilității legii echilibrului termodinamic și posibilității unei noi determinări a cuantei elementare§ |

| Posibilitatea unei noi dovediri a principiilor relativității§ |

| Comentarii asupra notelor domnului P. Ehrenfest: Mișcarea de translație a electronilor deformabili și legea ariei.§ |

| Despre inerția energiei rezultată din principiile relativității§ |

| Retrospectiva teoriei căldurii. Cu numeroase exemple și aplicații§ |

| Principiul relativității și concluziile ce decurg din el§ |

| Considerații teoretice asupra mișcării browniene |

| Ecuațiile fundamentale ale electromagnetismului corpurilor în mișcare§ |

| Forțele pondero-motoare exercitate asupra corpurilor plasate în câmp electromagnetic§ |

| Nouă metodă electrostatică a măsurării cantităților mici de electricitate§ |

| Teoria elemenară a mișcării browniene |

| Considerații asupra publicațiilor noastre: Ecuațiile fundamentale ale electromagnetismului pentru corpurile aflate în mișcare§ |

| Comentariu asupra publicației lui D. Mirimanoff: Ecuațiile fundamentale... § |

| Despre stadiul prezent al problemei radiației§ |

| Dezvoltarea viziunii noastre despre natură și structura radiaței§ |

| Despre o teoremă a calculului probabilităților și aplicațiile ei în teoria radiației§ |

| Analiza statistică a mișcării unui rezonator plasat în câmp de unde§ |

| Teoria opalescenței fluidelor omogene și a amestecurilor de fluide aflate în vecinătatea stării critice§ |

| Principiile relativității și consecințele lor în fizica modernă§ |

| Teoria cuantelor de lumină și problema localizării energiei electromagnetice§ |

| Forțe ponderomotoare care acționează asupra conductorilor feromagnetici în câmp magnetic parcurse de un curent§ |

| Considerații despre legea lui Eötvös§ |

| Relația dintre elasticitatea și căldura specifică a solidelor cu molecule monoatomice§ |

| Considerații despre publicația lui P. Hertz: Bazele mecanice ale termodinamicii§ |

| Corectarea publicației mele: O metodă nouă pentru determinarea dimensiunilor moleculare§ |

| Observații elementare asupra mișcării termice ale moleculelor în solide§ |

| Infuența gravitației asupra propagării luminii§ |

| Teoria relativității |

| Despre paradoxul lui Ehrenfest§ |

| Dovezi termodinamice ale legii echivalenței fotochimice§ |

| Viteza luminii și statica câmpului gravitațional§ |

| Teoria câmpului gravitațional static§ |

| Răspuns la un comentariu al lui J. Stark: Aplicație a legii fundamentale al lui Planck§ |

| Relativitate și gravitație. Replică la un comentariu al lui M. Abraham§ |

| Comentariu la precedenta discuție cu Abraham: Încă odată, relativitate și gravitație§ |

| Este efectul gravitațional similar inducției electromagnetice?§ |

| Retrospectiva teoriei relativității generale și a teoriei gravitației. I. Partea de fizică de A. Einstein II. Partea de matematică de M. Grossmann§ |

| Unele argumente pentru presupusa agitație moleculară la zero absolut§ |

| Deducerea pe cale termodinamică a legii echivalenței fotochimice§ |

| Bazele fizice ale teoriei gravitației |

| Omul de știință Max Planck § |

| Despre stadiul actual al problemei gravitației |

| Teoria gravitației a lui Nordstöm din punct de vedere al calculului diferențial absolut § |

| Bazele fizice ale unei teorii a gravitației § |

| Observație asupra articolului lui P. Harzer: Frânarea luminii în sticlă și aberația§ |

| Răspuns la o replică al lui P. Harzer § |

| Despre stadiul actual al problemei căldurilor specifice§ |

| Contribuții la teoria cuantică § |

| Asupra teoriei gravitației |

| Recenzie asupra lucrării lui H. A. Lorentz: Principiile relativității§ |

| Răspuns suplimentar la o afirmație al lui Reissner |

| Principiile teoriilor relativității generalizate și ale gravitației. |

| Mesaj inaugural§ |

| Bazele formale ale teoriei relativității generale§ |

| Despre problema relativității |

| Fundamente fizice și idei sugestive pentru o teorie a gravitației.§ |

| Teoria gravitației |

| Principiile relativității |

| Proprietățile de covarianță ale ecuațiilor câmpului din teoria gravitației bazat pe teoria relativității generale |

| Dovada experimentală a existenței curenților moleculari Ampère |

| Răspuns la publicația lui von Laue: O teoremă din calculul probabilităților și aplicațiile sale în teoria radiației |

| Dovada experimentală a existenței curenților moleculari Ampère |

| Dovada experimentală a existenței curenților moleculari Ampère |

| Ideile fundamentale ale teoriei relativității generale și aplicațiile acestei teorii în astronomie§ |

| Despre teoria relativității generale |

| Explicarea mișcării perihelice a planetei Mercur din perspectiva teoriei relativității generalizate |

| Ecuațiile câmpului gravitațional |

| Dovada experimentală a existenței curenților moleculari Ampère |

| Bazele teoriei relativității generalizate |

| Despre publicația lui Friedrich Kottler: Ipoteza echivalenței al lui Einstein și gravitația |

| O experiență simplă pentru demonstrarea existenței curenților moleculari Ampère |

| Emisia și absorbția radiației în teoria cuantică |

| Teoria cuantică a radiației |

| Recenzie asupra lucrării lui Lorentz H.A.: Teoriile statistice în termodinamică: cinci rrelegeri |

| Teoria elementară a undelor în apă și a zborului |

| Noua interpretare formală a ecuțiilor câmpului ale lui Maxwell din electrodinamică |

| Unele considerații filozofice din domeniul teoriei relativității§ |

| Integrarea aproximativă a ecuațiilor câmpului gravitațional |

| Prelegere în memoria lui Karl Schwarzschild |

| Principiul lui Hamilton și teoria relativității generale |

| Asupra teoremei cuantice al lui Sommerfeld și Epstein |

| Recenzie asupra lucrării lui Hermann von Helmholtz: Două prelegeri despre Goethe |

| Teoria cuantică a radiației |

| Considerații cosmologice asupra a teoriei relativității generale |

| O deducere a teoremei lui Jacobi |

| Friedrich Adler ca fizician§ |

| Asupra bazelor teoriei relativității generale |

| Este posibilă determinarea indicelui de refracție a razelor X pentru corpurile solide? |

| Comentariu pe marginea notei lui E. Gehrcke: Despre eter |

| Recenzie asupra lucrării lui H. Weyl: Spțiu, timp, materie: lecturi de relativitate generală |

| Dialog despre obiecțiile la teoria relativității |

| Notă asupra lucrării lui Schrödinger: Componentele energetice ale câmpului gravitațional |

| Comentariu asupra notei lui Schrödinger: Asupra unui sistem de soluții ale ecuațiilor generale covariante ale câmpului gravitațional |

| Unde gravitaționale |

| Comentariu critic asupra unei soluții a ecuației câmpului gravitațional dat de domnul de Sitter |

| Legea consrvării energiei în teoria relativității generale |

| Un test al teoriei relativității generale |

| Joacă un rol câmpurile gravitaționale în structura particulelor elementare ale materiei? |

| Comment about Periodical Fluctuations of Lunar Longitude, Which So Far Appeared to Be Inexplicable in Newtonian Mechanics |

| Field Equations of the General Theory of Relativity in Respect to the Cosmological Problem and the Problem of the Constitution of Matter§ |

| Leo Arons as Physicist |

| Comment on the Paper by W. R. Hess: Contribution to the Theory of the Viscosity of Heterogeneous Systems |

| To What Extent Can Modern Gravitational Theory Be Established without Relativity? |

| Moment of Inertia of the Hydrogen Molecule§ |

| Propagation of Sound in Partly Dissociated Gases |

| My Response on the Anti-Relativity Company |

| Geometry and Experience |

| On a Natural Addition to the Foundation of the General Theory of Relativity |

| On an Experiment Concerning the Elementary Process of Light Emission |

| Observation of the Paper of Selety: Contributions to the Cosmological Problem§ |

| Review of W. Pauli: Relativity Theory§ |

| Emil Warburg as Researcher§ |

| Theory of the Propagation of Light in Dispersive Media§ |

| Observation on the Work of E. Trefftz: Static Gravitational Field of Two Point Masses§ |

| Quantum Mechanical Observations on the Experiment of Stern and Gerlach§ |

| Observation on the Paper of A. Friedmann: On the Curvature of Space§ |

| Observation on the Note of W. Anderson: New Explanation of the Continuous Spectrum of the Corona§ |

| Experimental Determination of the Pore Diameter in Filters§ |

| Proof of the Non-Existence of an Everywhere-Regular Centrally Symmetric Field According to the Field Theory of Kaluza§ |

| On the General Theory of Relativity§ |

| On Affine Field Theory§ |

| Does Field Theory Offer Possibilities for Solving the Quantum Problem?§ |

| Theory of Relativity§ |

| Quantum Theory of the Equilibrium of Radiation§ |

| Response to an Observation of W. Anderson§ |

| The Compton Experiment§ |

| On the 100th Anniversary of Lord Kelvin's Birth§ |

| Quantum Theory of the Monatomic Ideal Gas§ |

| On the Aether§ |

| Theory of Radiometer Forces§ |

| Thermal Equilibrium in the Radiation Field in the Presence of Matter |

| The Electron and The General Theory of Relativity§ |

| Quantum Theory of the Monatomic Ideal Gas, Part II§ |

| Quantum theory of Ideal Gases§ |

| Unified Field Theory of Gravity and Electricity§ |

| Observation on P. Jordan's Work: Theory of Quantum Radiation§ |

| Origin of River-Meanders and the So-Called Law of Baer§ |

| Suggestion for an Experiment Concerning the Nature of the Elementary Process of Emitting Light§ |

| Interference Properties of Light Emitted by Canal Rays§ |

| Non-Euclidean Geometry and Physics§ |

| Influence of the Earth's Motion on the Speed of Light Relative to Earth§ |

| Formal Relationship of the Riemannian Curvature Tensor to the Field Equations of Gravity§ |

| Newton's Mechanics and its Influence on the Formation of Theoretical Physics§ |

| On the 200th Anniversary of Newton's Death§ |

| Kaluza's Theory of the Connection between Gravity and Electricity§ |

| General Theory of Relativity and the Law of Motion§ |

| Theoretical and Experimental [Aspects] to the Question of the Generation of Light§ |

| Riemannian Geometry with Preservation of the Concept of Distant Parallelism§ |

| New Possibility for a Unified Field Theory of Gravity and Electricity§ |

| Concerning "The Relativistic Deeduction" by M. E. Meyerson§ |

| Address to Prof. Planck [upon receiving the Planck medal]§ |

| Unified Field Theory§ |

| Unified Field Theory and Hamilton's Principle§ |

| On the Unified Theory of Fields§ |

| Special Session of the Scientific Society of Argentina§ |

| On Kepler§ |

| The Problems of Space, Fields and Aether in Physics§ |

| Space, Aether and Field in Physics§ |

| Unified theory of the physical field§ |

| A Unified Field Theory Based on the Riemannian Metric and Distant Parallelism§ |

| The Space-Time Problem§ |

| Review of S. Weinberg: Theory of Knowledge§ |

| Consistency of the Field Equations in the Unified Field Theory§ |

| Two Strictly Static Solutions of the Field Equations of the Unified Field Theory§ |

| Theory of Spaces with a Riemannian Metric and Distant Parallelism§ |

| On the Present Status of the General Theory of Relativity§ |

| On the Cosmological Problem of the General Theory of Relativity§ |

| Systematic Investigation of Consistent Field Equations That Can Be Posited in a Riemannian Space with Distant Parallelism§ |

| Unified Field Theory of Gravity and Electricity§ |

| In Remembrance of Albert A. Michelson§ |

| On Dr. Berliner's 70th Birthday§ |

| Present Status of Relativity Theory§ |

| Unified Field Theory of Gravity and Electricity, Part II§ |

| Semi-Vectors and Spinors§ |

| Uncertainty Relations§ |

| Dirac Equations for Semi-Vectors§ |

| Division of the Most Natural Field-Equations for Semi-Vectors in Spinor Equations of the Dirac Type§ |

| Representation of Semi-Vectors as Ordinary Vectors with Unusual Differentiation Properties§ |

| Physics and Reality§ |

| Mecanică cuantică and reality§ |

| In memory of Max Planck§ |

## II. Capitole scrise în volume cu autori în colectiv
With the exception of publication #288, the following book chapters were written by Einstein; he had no co-authors.  Given that most of the chapters are already in English, the English translations are not given their own columns, but are provided in parentheses after the original title; this helps the table to fit within the margins of the page.
| Stadiul actual al problemei căldurilor specifice§) |

| Rapoarte ale primei Conferințe de Fizică Solovay§ |

| Atomistică teoretică §) |

| Fizica§ |

| Teoria relativității§ |

| Fizica§ |

| Introducere |

| Fundamentele teoriei gravitației a lui Einstein§ |

| Motivele cercetării |

| Discurs omagial la aniversarea a 60 de ani de nașterea lui Max Planck§ |

| Aplicație simplă a legii gravitației newtoniene asupra distribuțiilor stelare sferice§ |

| Lucrare jubiliară cu ocazia împlinirii a zece ani de la înființarea Institutului Kaiser Wilhelm § |

| Observații teoretice asupra supraconductivității metalelor§ |

| Carte în onoarea lui H. Kamerlingh Onnes§ |

| Prefață § |

| Apendice: Teoria lui Eddington și principiul lui Hamilton§ |

| Teoria relativității în tratare matematică§ |

| Atomistică teoretică § |

| Fizica, ediția a doua§ |

| Teoria relativității§ |

| Fizica, ediția a doua§ |

| The Special Theory of Relativity§ |

| On the Present Status of Field Theory§ |

| Celebratory Work for Dr. A. Studola§ |

| Foreword§ |

| Boundary Surface Processes in Biological and Inorganic Nature§ |

## III. Volume scrise integral de Einstein
Cu excepția lucrării #278, cărțile cuprinse în tabelul de mai jos au fost scrise integral de către Einstein.
| O nouă metodă de determinare a dimensiunilor moleculare § |

| Bazele teoriei relativității generalizate§ |

| Despre teoria relativității restrânse și generalizate, pe înțelesul tuturor |

| Despre teoria relativității restrânse și generalizate, pe înțelesul tuturor |

| Despre teoria relativității restrânse și generalizate, pe înțelesul tuturor |

| Eterul și teoria relativității: prelegere ținută în data de 5 mai 1920 la Universitatea din Leiden § |

| Geometrie și experiment: ediție adăugită a prelegerii festive de la Academia Prusiei§ |

| Patru lecții despre teoria relativității, ținute în mai 1921 la Universitatea din Princeton§ |

| Cercetări asupra teoriei mișcării browniene§ |

| Ideeile de bază și problemele teoriei relativității§ |

| Despre metoda fizicii teoretice§ |

| Originile teoriei relativității generalizate§ |

| Bazele teoriei relativității generalizate§ |

| Evoluția fizicii:dezvoltarea ideilor de la conceptele timpurii până la relativitate și cuantică§ |

| Fizica este o aventură a gândirii§ |

## IV.Traduceri autorizate de către Einstein
În tabelul de mai jos, sunt prezentate edițiile traducerilor operelor lui Einstein, autorizate personal de către autor. Sunt prezentate primele ediții ale traducerilor cu menționarea traducătorului, a editorului și anului apariției. Titlul traducerii este urmat de traducerea în limba română; pentru titlurile originale, tipărite cu alte caractere decât cele latine, s-a inserat și transliterarea românească. Informații cu privire la edițiile ulterioare se găsesc în ultima coloană, tot aici apar legăturile spre lucrarea originală prin indicii Schilpp.
| Principiile relativității: lucrări originale § |

| Despre electrodinamica corpurilor în mișcare și Bazele teoriei relativității generalizate |

| Despre teoria relativității restrânse și generalizate: pe înțelesul tuturor § |

| Despre teoria relativității restrânse și generalizate: pe înțelesul tuturor § |

| Teoria relativității restrânse și generalizate § |

| Despre teoria relativității restrânse și generalizate: pe înțelesul tuturor § |

| Despre teoria relativității restrânse și generalizate: pe înțelesul tuturor § |

| Teoria relativității: prezentare pe înțelesul tuturor § |

| Despre teoria relativității restrânse și generalizate: pe înțelesul tuturor § |

| Teoria relativității restrânse și generalizate § |

| Despre teoria relativității restrânse și generalizate: pe înțelesul tuturor § |

| Esența relativității: patru lecții despre teoria relativității, ținute la Universitatea din Princeton § |

| Geometrie și experiment |

| Versiunea franceză a publicației: Geometrie și experiment: ediție adăugită a prelegerii festive de la Academia Prusiei§ |

| Eterul și teoria relativității |

| Eterul și teoria relativității: prelegere ținută în data de 5 mai 1920 la Universitatea din Leiden § |

| Perspective ale relativității: I. Eterul și relativitatea. II. Geometrie și experiment |

| Perspective relativistice ale eterului și geometriei |

| Teoria relativității speciale și generale§ |

| Despre natura fizică a spațiului |

| Patru lecții despre teoria relativității citite în 1921 la Universitatea Princeton§ |

| Bazele matematice ale teoriei relativității § |

| Este traducerea lucrării originale cu titlul Esența relativității: patru lecții despre teoria relativității, ținute la Universitatea din Princeton § |

| Patru conferinețe asupra teoriei relativității, citite la Universitatea din Princeton§ |

| Asupra electrodinamicii corpurilor în mișcare§ |

| Este traducerea fidelă a celebrului articol Despre electrodinamica corpurilor în mișcare, apărut în 1905 |

| Cercetări asupra teoriei mișcării browniene (R. Fürth, editor).§ |

| Despre teoria particulară a relativității și cea generală§ |

| Publicația este traducerea fidelă a lucrării: Despre teoria relativității restrânse și generalizate: pe înțelesul tuturor § |

| Trei secole de la Galilei la teoria relativității și cuantice§ |

| Semnificația relativității§ |